# Alexander von Humboldt
Friedrich Heinrich Alexander, barun von Humboldt (Berlin, 14. rujna 1769. – Berlin, 6. svibnja 1859.), njemački prirodoslovac, istraživač i polihistor, mlađi brat pruskog ministra, filozofa i jezikoslovca Wilhelma von Humboldta.

## Uvod

### Kratak opis Humboldtovih putovanja
Između 1799. i 1804. von Humboldt je putovao po Južnoj Americi koju je istražio i opisao po prvi put sa znanstvenog gledišta. U svojemu djelu Kosmos u 5 svezaka izvršio je fizički opis svijeta. Humboldt je podupirao mnoge znanstvenike, među kojima su bili Justus von Liebig i Louis Agassiz.

### Životinjske i biljne vrste i mjesta nazvane prema Humboldtu
Kao rezultat svojih istraživanja von Humboldt je opisao mnoge geografske pojave i prirodne vrste koje su do tada bile nepoznate Europljanima. Vrste nazvane prema njemu jesu:
- Spheniscus humboldti - Humboldtov pingvin
- Lilium humboldtii - Humboldtov ljiljan
- Phragmipedium humboldtii - orhideja
- Quercus humboldtii - južnoamerički hrast
- Conepatus humboldtii - Humboldtov tvor
- Annona humboldtii - novotropsko stablo ili grm
- Annona humboldtiana - novotropsko stablo ili grm
- Utricularia Humboldtii - vodeni morač
- Geranium humboldtii - kačik

Obilježja nazvana prema njemu uključuju Humboldtovu struju, rijeku Humboldt, Istočni i Zapadni Humboldtov lanac. Po njemu je također nazvano mjesečevo more Mare Humboldtianum kao i asteroid 54 Alexandra. Više informacija na Humboldt.

### Zaklada Alexander von Humboldt
Nakon Humboldtove smrti njegovi prijatelji i kolege osnovali su Zakladu "Alexander von Humboldt" (Stiftung na njemačkom) kako bi nastavili von Humboldtovu velikodušnu potporu mladim znanstvenicima. Iako je prvobitna donacija izgubljena u njemačkoj hiperinflaciji 1920-ih te ponovno u Drugome svjetskom ratu, njemačka je vlada obnovila novčanu potporu zakladi koja ima važnu ulogu u privlačenju stranih istraživača na rad u Njemačku, a omogućuje i njemačkim istraživačima da neko vrijeme rade u inozemstvu.

## Humboldtov život i putovanja

### Rani život i obrazovanje
Von Humboldtov otac je bio pukovnik u pruskoj vojsci i pripadao je uglednoj pomeranijskoj obitelji. Za svoju službu tijekom Sedmogodišnjeg rata nagrađen je mjestom kraljevskog dvorskog upravitelja. Oženio se 1766. godine Marijom Elizabethom von Colomb, udovicom baruna von Hollwedea. S njom je imao dvojicu sinova od kojih je mlađi bio Alexander. Djetinjstvo Alexandera von Humboldta nije bilo obećavajuće s obzirom na njegovo zdravlje i intelekt. Njegovi karakteristični ukusi ipak su se ubrzo pokazali. Zbog svoje sklonosti sakupljanja i označavanja biljaka, školjaka i insekata nazvali su ga "mala ljekarna". Nakon neočekivane smrti njegova oca 1779. brigu za obrazovanje preuzela je njegova majka koja je ispunila vjeru s nepokolebljivošću i oštroumnošću. Predodređen za političku karijeru Humboldt je studirao financije šest mjeseci na sveučilištu u Frankfurtu na Odri. Godinu dana kasnije, 25. travnja 1789., upisao se na sveučilište u Göttingenu, tada istaknutom po predavanjima C. G. Heinea i J. F. Blumenbacha. U to su se vrijeme u potpunosti razvile njegove ogromne i raznovrsne sposobnosti, pa je tijekom odmora 1789. prilično jasno naznačio svoja buduća postignuća u znanstvenim putovanjima uz Rajnu te u ondašnjoj izdanoj raspravi, Mineralogische Beobachtungen über einige Basalte am Rhein (Brunswick, 1790.). Njegova urođena strast za dalekim putovanjima potvrđena je prijateljstvom stvorenim u Göttingenu s Georgeom Forsterom, Heineovim zetom i istaknutim pratiocem kapetana Jamesa Cooka na njegovom drugom putovanju. Humboldtova izvanredna oštroumnost i ustrajnost u svrhu vlastitog pripremanja za znanstvenog istraživača upravljale su njegovim istraživanjima koja su rijetku kombinaciju dijelova odmah mogla prikazati na raznovrsan, brz i temeljit način. S tim stavom studirao je trgovinu i strane jezike u Hamburgu, geologiju u Freiburgu kod A. G. Wernera, anatomiju u Jeni kod J. C. Lodera, astronomiju i upotrebu znanstvenih instrumenata kod F. X. von Zacha i J. G. Köhlera. Svoja istraživanja o vegetaciji rudnika u Freiuergu dovela su do objavljivanja njegovog djela Florae Fribergensis Specimen 1793. godine; dok su rezultati dugotrajnog eksperimentiranja na pojavi mišićne razdražljivosti, koju je u to vrijeme otkrio L. Galvani, sadržane u Versuche über die gereizte Muskel- und Nervenfaser (Berlin, 1797.). Potonje djelo Blumenbach je u francuskom prijevodu upotpunio bilješkama.

### Putovanja i rad u Europi
1794. godine primljen je u članstvo slavne Weimarske koterije, a u lipnju 1795. doprinio je Schillerovom novom časopisu Die Horen, filozofskoj alegoriji naslovljenoj Die Lebenskraft, oder der rhodische Genius. U ljeto 1790. otputovao je u Englesku u pratnji Forstera. 1792. i 1797. godine bio je u Beču, a 1795. putovao je po Švicarskoj i Italiji u svrhu geoloških i botaničkih promatranja. U međuvremenu se domogao uredskog zaposlenja i imenovan je poreznikom na rudarstvo u Berlinu 29. veljače 1792. Iako je državnu službu dosljedno obavljao ali samo kao naučavanje u znanstvenoj službi, ispunio je svoje dužnosti s toliko vidljivih sposobnosti da se nije samo ubrzo uzdigao na najviši položaj u svojemu odjelu nego je uz to zadužen i za nekoliko važnih diplomatskih zadaća. Smrt njegove majke, 19. studenog 1796., oslobodila ga je da slijedi volju genija, a nakon što je napokon raskinuo svoje službene obveze, čekao je priliku za izvršenje svojeg dugo željenog plana putovanja.

### Latinskoamerička ekspedicija
Nakon što je kapetan Baudin, kojega je Humboldt službeno pozvao u pratnju, odgodio predloženo krstarenje Humboldt je napustio Pariz i krenuo za Marseille zajedno s Aiméom Bonplandom, predloženim botaničarom spriječene ekspedicije koji se nadao da će se pridružiti Bonaparteu u Egiptu. Načini prijevoza ipak nisu bili na vidiku pa su dva putnika na kraju odustali i krenuli za Madrid. Ondje im je ministar d'Urquijo dao neočekivanu potporu kako bi za svoju ekspediciju odredili španjolsku Ameriku.
Naoružani snažnim preporukama isplovili su u Pizarru iz A Coruñe 5. lipnja 1799. Nakon šest dana stali su na Tenerifama radi uspinjanja na vrh otoka. 16. srpnja stigli su u Cumanu. Ondje je Humboldt promatrao u noći s 11. na 12. studenog spektakularnu kišu meteora (Leonidi) koja oblikuje početnu točku našega poznavanja periodičnost te pojave. Odatle je nastavio s Bonplandom prema Caracasu, a u veljači 1800. godine napustio je obalu u svrhu istraživanja rijeke Orinoco. Tim putovanjem, koje je trajalo četiri mjeseca i pokrilo 2775 kilometara divlje i nenastanjene zemlje, otkrilo se postojanje veze između vodenih sustava rijeka Orinoco i Amazone te točno određivanje položaja razvodnice. 19. ožujka 1800. von Humboldt je zajedno s Bonplandom ulovio električne jegulje od kojih su istraživači dobivali ogromne električne udare tijekom svojega istraživanja.
24. studenog dva prijatelja su otplovila za Kubu. Nakon ostanka ondje nekoliko mjeseci stigli su ponovo na kopno kod Cartagene. Uspinjući se uz nabujali tok Magdalene i prelazeći smrznute vrhove Cordillera Real, stigli su 6. siječnja 1802. u Quito nakon zamornog i teškog putovanja. Ondje je njihov ostanak obilježen usponom na Pichinchu i Chimborazo, a zaključen je ekspedicijom na izvore Amazone tijekom puta za Limu. Kod Callaa Humboldt je 9. studenog promatrao tranzit Merkura, a proučio je i plodna svojstva guana čije je uvođenje u Europu uglavnom zaslužno njegovim rukopisima. Burno putovanje morem odvelo ih je do Meksika gdje su ostali godinu dana. Nakon Meksika nakratko su posjetili SAD gdje su iz ušća Delawarea isplovili za Europu, točnije za Bordeaux u koji su uplovili 3. kolovoza 1804.

### Postignuća latinskoameričke ekspedicije
Humboldt se s pravom može smatrati da je u toj znamenitoj ekspediciji utemeljio nove znanosti poput fizičke geografije i meteorologije. Njegovim opisom (1817.) "izotermalnih linija" odjednom je predložio ideju te pronašao načine uspoređivanja klimatskih uvjeta različitih zemalja. Prvo je istražio stopu smanjivanja prosječne temperature s porastom nadmorske visine i pronašao je, svojim istraživanjem podrijetla tropskih oluja, najraniji znak za otkrivanje sve složenijih zakona koji upravljaju atmosferskim poremećajima na višim širinama. Ipak njegovo ispitivanje geografije biljaka bilo je temeljeno na ondašnjoj neobičnoj ideji proučavanja raspodijeljenog organskog svijeta pod utjecajem različitih fizikalnih uvjeta. Svoje otkriće smanjivanja jačine Zemljinog magnetskog polja od polova prema ekvatoru dojavio je pariškom institutu u memoaru koji je pročitao 7. prosinca 1804., a njegovo značenje je provjereno brzim pojavljivanjem suparničkih tvrdnji. Njegova služba u geologiji uglavnom se temeljila na njegovom pažljivom proučavanju vulkana u Novom svijetu. Pokazao je da se vulkani nalaze u linearnim grupama, vjerojatno odgovarajući ogromnim podzemnim pukotinama. Svojom demonstracijom podrijetla eruptivnih stijena za koje se prije smatralo da su nastale djelovanjem vode jako je doprinio odbacivanju neispravnog mišljenja.
Humboldtova najveća želja bilo je uobličavanje te izdavanje enciklopedijske mase podataka - znanstvenih, političkih i arheoloških - koje je sam sakupio tijekom svojeg odsustva iz Europe. Nakon što je zajedno s Gay-Lussacom kratko putovao po Italiji radi istraživanja zakona magnetske deklinacije te privremenog boravka u rodnom gradu, doselio se u proljeće 1808. u Pariz u svrhu osiguravanja znanstvene suradnje potrebne da se njegovo veliko djelo javno objavi. Ta kolosalna zadaća za koju je mislio da će mu oduzeti samo dvije godine, na kraju mu je oduzela dvadeset i jednu, a čak je i tada ostala nedovršena.

### Klicanje Humboldtu
Izuzevši Napoleona Bonapartea, Humboldt je sada bio najslavniji čovjek u Europi. Zbor pljesaka pozdravljao ga je sa svih strana. Akademije, domaće i inozemne, bile su nestrpljive kako bi ga počastile svojim članstvom. Pruski vladar Fridrik Vilim III. povjerio mu je čast postavivši ga bez napornog služenja na mjesto kraljevskog dvorskog upravitelja zajedno s plaćom od 2500 talira koja je nakon toga udvostručena. Odbio je 1810. imenovanje za pruskog ministra javnog obrazovanja, a 1814. pratio je savezničke vladare u London. Tri godine kasnije kralj Prusije poziva Humboldta da ga prati na kongres u Aix-la-Chapelle. Ponovno je u jesen 1822. pratio istog monarha na kongres u Veroni kojem je slijedila kraljevska zabava u Rimu i Napulju. U proljeće 1823. godine vratio se u Pariz.
On je dugo smatrao francuski glavni grad svojim istinskim domom. Ondje nije pronašao samo znanstvene simpatije već i društveni poticaj koji je njegov živahan i zdrav um žudno tražio. U svojem području bio je prepoznatljiv jednako kao salonski uglednik i kao stručnjak instituta i zvjezdarnice. Stoga se on uistinu pokorio kada je napokon dobio od svojega vladara poziv da se pridruži njegovom dvoru u Berlinu, ali je na kraju pokazao zbog toga svoje duboko i trajno žaljenje. Provincijalizam vlastitog rodnog grada bio mu je odvratan. Nikad nije odustao kritizirati revnost bez religije, esteticizam bez kulture i filozofiju bez uobičajenog smisla koje je sve to pronašao prevladavajućima na obalama rijeke Spree. Neprestane pogodnosti i iskrena odanost dobronamjernih prinčeva osigurali su njegovu zahvalnost, ali ipak nisu mogle ublažiti njegovo nezadovoljstvo. Isprva je čestim posjetima Pariza tražio pomoć od "oblačne atmosfere" njegovog novog boravka, ali kako su godine prolazile njegovi izleti postajali su sve rjeđi prateći monotone "oscilacije" između dvora u Potsdamu i Berlinu. Trajno se nastanio u pruskom glavnom gradu 12. svibnja 1827. Ondje su njegovi prvi napori bili usmjereni prema unapređivanju znanosti o terestričkom magnetizmu. Koristivši način istovremenih promatranja udaljenih točaka, upravo je terestrički magnetizam bio jedna od njegovih omiljenih nacrta za osiguranje potpunog istraživanja prirode i zakona "magnetskih oluja", termin koji je on izmislio kako bi označio abnormalne poremećaje u Zemljinom magnetizmu. Mogućnost da postavi na noge sveobuhvatni sustav istraživanja zajedno sa svojim marljivim osobnim promatranjima omogućio mu je susret u Berlinu 18. rujna 1828. kojim je stvoreno novo znanstveno udruženje za čijeg je predsjednika izabran sam Humboldt. Njegov poziv ruskoj vladi 1829. godine doveo je do uspostavljanja magnetskih i meteoroloških postaja duž sjeverne Azije, dok je njegovo pismo vojvodi od Sussexa, tadašnjem (travanj 1836.) predsjedniku Kraljevskog društva, osiguralo preuzimanje široke podloge britanskih dominiona. Stoga je ta znanstvena urota naroda koja je jedno od najvrednijih plodova suvremene civilizacije bila zbog njegovih nastojanja po prvi put uspješno organizirana.

### Istraživanja u Rusiji
Humboldtu su 1811. godine i ponovno 1818. prvo Rusi, a kasnije i pruska vlada predložili projekt azijskog istraživanja. Međutim na svakoj prilici pojavile su se nepovoljne okolnosti sve dok Humboldt nije navršio šezdesetu godinu kada je opet napokon nastavio svoju ulogu putnika u interesu znanosti. Između svibnja i studenog 1829. zajedno je sa svojim izabranim suradnicima Gustavom Roseom i C. G. Ehrenbergom prešao široko prostranstvo Ruskog Carstva od Neve do Jeniseja prevaljujući u dvadeset i pet tjedana udaljenost od 15 472 kilometra. Iako je putovanje izvedeno sa svim prednostima potpomognutim izravnim pokroviteljstvom ruske vlade, bilo je ipak prebrzo da bude isplativo. Humboldtova najvažnija postignuća bila su ispravljanje krive opće procjene visine srednjoazijske ravni te otkriće dijamanata u ležištima zlata u Tjrali, rezultat koji je Humboldtovom iskustvu iz Brazila omogućio da predvidi i predviđanjem da osigura.

### Humboldt kao diplomat
Između 1830. i 1848. godine Humboldt je često bio zaposlen u diplomatskim zadaćama na dvoru Luja Filipa s kojim je uvijek ostajao u najiskrenijim osobnim odnosima. Smrt njegova brata Wilhelma von Humboldta, koji je izdahnuo na njegovim rukama 8. travnja 1836., ražalostila je kasnije godine njegova života. Izgubivši njega Alexander je žalio što je "izgubio polovicu sebe". Smrt njegova oca u lipnju 1840. te uspon na prijestolje prestolonasljednika Fridrika Vilima IV. više ga je privukla nego odvukla iz milosti dvora. Zapravo nova kraljevska žudnja za njegovim društvom postalo je svojevremeno toliko nesnosna da mu je ostavila samo nekoliko sati otrgnutih od spavanja do obavljanja svojih književnih radova.

### "Kosmos"
Rijetko se događa da netko odlaže do sedamdeset i šeste godine te tada uspješno izvrši glavnu zadaću svojega života. Ipak, kod Humboldta je to bio slučaj. Prva dva sveska Kosmosa su izdana i u glavnini sastavljena između godina 1845. i 1847. Ideja za rad, koji bi trebao sadržavati ne samo grafički opis, nego i zamišljenu koncepciju prirodnog svijeta koji bi podržavao generalizaciju po detaljima i obrnuto, lebdjela je ispred njegova uma za pola stoljeća unaprijed. Kosmos je uzeo prvi konačan obris u zbirci predavanja koju je Humboldt predao prije sveučilišta u Berlinu u zimi 1827. – 1828. Ta predavanja oblikovala su, kao što posljednji pisac Humboldtove biografije kaže, "crtani film za veliku fresku Kosmosa". Opseg tog značajnog djela može se ukratko opisati kao oslikavanje jedinstva unutar složenosti prirode. U njemu su veliki i neodređeni ideali 18. stoljeća traženi za spajanje s točnim znanstvenim zahtjevima 19. stoljeća. Usprkos neizbježnim nedostacima pokušaj je bio u visokom stupnju uspješan. Također sigurna težina stila te radna slikovitost ophođenja čini djelo više impozantnijim od privlačnosti običnom čitatelju. Međutim njegova nadmoćna i trajna vrijednost sastoji se u njegovoj iskrenoj osjećajnosti uma tog velikog čovjeka. Nijedna veća pohvala ne može proći kod Alexandra von Humboldta kao ova. On nije uspio samo u svojem nebezvrijednom pokušavanju oslikavanja svemira nego i u savršenom oslikavanju vlastite opsežne inteligencije.
Zadnje desetljeće svojega dugog života - svoje "nevjerojatne" godine, kao što ih je običavao nazivati - posvećene su nastavku njegova djela od kojeg su izdani treći i četvrti svezak 1850. – 1858., dok se fragment petog posthumno pojavio 1862. U njima on traži način za ispunjenjem onoga što je tražio od detalja jednako kao i individualne grane znanosti u obuhvatnom istraživanju sadržanom u prvom svesku. Usprkos njihovoj visokoj zasebnoj vrijednosti, mora se priznati da su iz umjetničkog gledišta ti dodaci zapravo bili deformacije. Karakteristična ideja djela, do sada kao neka gigantska ideja potvrđena književnim utjelovljenjem, u potpunosti je razvijena u njegovim otvorenim dijelovima, a pokušaj da se promijeni u znanstvenu enciklopediju bio je uistinu onemogućeno tim stvorenim povodom. Humboldtovo značajno stvaralaštvo i pouzdanost nikad nisu bili više vidljivi nego u uzdizanju ovoga zadnjeg trofeja njegovoj genijalnosti. On nije ni počivao u potpunosti samo na vlastitim radovima, već je dugovao mnogo od svojih postignuća svojoj jedinstvenoj snazi usvajanja mišljenja i surađujući s drugima. Više nije bio spreman natovariti se jednako kao i izvršiti obveze. Zabilješke o Kosmosu preplavile su citate, trenutna kovanica u kojoj je ispraznio svoje intelektualne dugove.

### Bolest i smrt
Humboldt je 24. veljače 1857. preživio blagu kap koja je prošla mimo njega bez ostavljanja ijednog zamjetnog traga. Sve do zime 1858. – 1859. njegova snaga nije opadala. Šest mjeseci prije svoje devedesete godine, 6. svibnja 1859. mirno je izdahnuo. Časti koje su ga poput kiše zasipale tijekom života slijedile su ga i nakon smrti. Njegovi ostaci koji su prije bili sahranjeni u obiteljskom odmaralištu kod Tegela svečano su preneseni berlinskim ulicama te ih je princ-regent primio sa spuštenom kapom na vratima katedrale. Prva stogodišnjica njegova rođenja proslavljena je 14. rujna 1869. s jednakom oduševljenošću u Starom i Novom svijetu. Brojni spomenici podignuti u njegovu čast kao i novoistražena područja nazvana po njegovom imenu svjedoče sveopćoj raširenosti njegove slave i popularnosti.

### Osobni život
Humboldtov romantični život je kontroverzalan. Neki su raspravljali o njegovoj seksualnoj vezi s nekim muškarcima pa bi ga se danas smatralo homoseksualcem, međutim ne postoji izravan dokaz za potvrdu ove tvrdnje kao i mnogih drugih tvrdnji o njegovom osobnom životu. Nedostatak dokaza većinom je zasluga njegove sestre koja je spalila mnoge Humboldtove osobne bilješke i pisma nakon njegove smrti. Humboldt je uistinu stvarao čvrsta, čisto emocionalna prijateljstva s drugim muškarcima, no nikad nije izrazio bilo kakvo emocionalno zanimanje za žene i nikada se nije ženio. Bio je jako povezan s bratovom obitelji. U svojim kasnijim godinama nekakva samovoljna moć starog i odanog sluge držala ga je u vezi koja je bila više nego bračna. Zbog jednog primjera dobrodušnosti (ili kako bi neki ljudi rekli slabosti) sastavio je četiri godina prije svoje smrti darovnicu kojom je prenio tom čovjeku, Seifertu, apsolutno posjedovanje svoje čitave imovine. Treba se dodati da nijedna prednost nije uzeta od te izvanredne povlastice. O vrijednostima Humboldtova srca mnogo je lakše govoriti nego o onima njegove glave. Trag k njegovom unutrašnjem životu vjerojatno bi se mogao pronaći u sigurnom egotizmu samoobrazovanja teško odvojivog od poticanja genija. Ipak su njegove veze, jednom stvorene, bile iskrene i trajne. On je stvorio bezbroj prijatelja i nigdje ne stoji u zapisima da je ikada izgubio i najmanjeg prijatelja. Njegovo dobročinstvo bilo je kroz čitav život vrijedno i nesebično. Najranija gorljivost za poboljšanje radnih uvjeta rudarima u Galiciji i Frankoniji, ustrajno gnušanje prema ropstvu te revno pokroviteljstvo izučavanju znanstvenika svjedoče njegovoj velikoj humanosti koja je oblikovala temelj njegova karaktera. Pogreške njegove starije dobi donesene su neprikladnim isticanjem nepromišljenog objavljivanja njegovih pisama usmjerenih Varnhagenu von Enseu. Povrh svega toga bio je i njegov način laskavog govorenja, gotovo jednakog udvaranju, koji je oblikovao bolni kontrast s ujedljivim sarkazmom njegovog povjerljivog govora. Humboldtova taština, cijeloga vremena vidljiva, bila je kritizirana vlastitim smislom za humor te toliko iskreno priznavana da je izazivala simpatije više nego sam smijeh. Ipak nakon svakog donesenog zaključka Humboldt još uvijek stoji pred nama poput kakve kolosalne figure, ne bezvrijedne da zauzme samo mjesto uz Goethea kao predstavnika znanstvene strane čitave kulture njegove zemlje.

## Publikacije

### Biografije
Jednu od boljih Humboldtovih biografija napisao je profesor Karl Bruhns (u 3 sveska, Leipzig, 1872.), a preveo ju je na engleski Misses Lasseil 1873. Kratak iskaz njegove karijere dao je A. Dove u djelu Allgemeine deutsche Biographie i S. Gunther u Alexander von Humboldt (Berlin, 1900.). Le voyage aux régions equinoxiales du Nouveau Continent, fait en 1799-1804, par Alexandre de Humboldt el Aimé Bonpland (Paris, 1807., itd.), sastoji se od trideset listova i četiri sveska, a njima je obuhvaćen znatan broj sporednih ali jednako važnih radova. Uz ta djela mogu se ubrojiti Vue des Cordillères et monuments des peuples indigènes de l'Amérique (2 sveska u folio-formatu, 1810.), Examen critique de l'histoire de la géographie du Nouveau Continent (1814. – 1834.), Atlas géographique et physique du royaume de la Nouvelle Espagne (1811.), Essai politique sur le royaume de la Nouvelle Espagne (1811.), Essai sur la géographie des plantes (1805., danas vrlo rijedak) te Relation historique (1814. – 1825.), nedovršen iskaz njegovih putovanja koji uključuje Essai politique sur l'île de Cuba. Nova genera et species plantarum (7 svezaka u folio-formatu, 1815?1825.), koja sadrži opise od oko 4500 vrsta biljaka koje su sakupili zajedno Humboldt i Bonpland, uglavnom je sastavio C. S. Kunth. J. Oltmanns je pomagao u pripremi Recueil d'observations astronomiques (1808.). Cuvier, Latreille, Valenciennes i Gay-Lussac surađivali su na Recueil d'observations de zoologie et d'anatomie comparée (1805. – 1833.). Humboldtovo djelo Ansichten der Natur (Stuttgart and Tübingen, 1808) prošlo je kroz tri izdanja tijekom njegova života, a prevedeno je na skoro svaki europski jezik. Rezultati njegova azijskog putovanja izdani su u Fragments de géologie et de climatologie asiatiques (2 sveska, 1831.), i u Asie centrale (3 sveska, 1843.) proširenju ranijeg rada. Memoari i bilješke koje je Humboldt pročitao pred znanstvenim društvima ili doprinio znanstvenim časopisima mnogobrojni su za specifikaciju.

### Humboldtova pisma
Od njegove smrti objavljeni su značajni dijelovi njegovih pisama. Prvo od njih u redu po vremenu i važnosti je Briefe an Varnhagen von Enze (Leipzig, 1860.). Njega je slijedio u brzom uspjehu Briefwechsel mit einem jungen Freunde (Friedrich Althaus, Berlin, 1861.), Briefwechsel mit Heinrich Berghaus (~ sv., Jena, 1863.), Correspondance scientifique e littéraire (2 sv., Pariz, 1865?1869.), Lettres à Marc-Aug. Pictet, izdanih u Le Globeu, svezak vii. (Geneva, 1868.), Briefe an Bunsen (Leipzig, 1869.), Briefe zwischen Humboldt und Gauss (1877.), Briefe an seinen Bruder Wilhelm (Stuttgart, 1880.) i Jugendbriefe an W. G. Wegener (Leipzig, 1896.) uz još neke druge kolekcije manje važnosti. Oktav izdanje Humboldtovih najvažnijih djela izdao je u Parisu Tb. Morgand (1864?1866.). Više informacija na Karl von Baer, Bulletin de l'acad. des sciences de St-Pétersbourg, xvii. 529 (1859.), R. Murchison, Proceedings, Geog. Society of London, vi. (1859.), L. Agassiz, American Jour. of Science, xxviii. 96 (1859.), Proc. Roy. Society, X. xxxix., A. Quetelet, Annuaire de l'acad. des sciences (Brussels, 1860.), str. 97, J. Mädler, Geschichte der Himmelskunde, ii. 113 te J.C.Houzeau, Bibl. astronomique, ii. 168. (A. M. C.)

## Više informacija
- Popis istraživača
- Ekologija
- Povijest biologije

## Vanjske poveznice
- Internet stranica zaklade Alexander von Humboldt  Arhivirana inačica izvorne stranice od 9. veljače 2017. (Wayback Machine)
- Polihistor Alexander von Humboldt u Eponimskom leksikonu (stranica 141)